# Damari
Damari, Damari (kojkojsko ǂNūkhoen, dobesedno črnci, nemško Berg Damara, kar se nanaša na njihovo bivanje na hribovitih in gorskih območjih, imenovani tudi Damani ali Damaqua) so etnična skupina, 8,5 % prebivalstva Namibije (ocena 1996: 100.000). Govorijo kojkojščino (kot ljudstvo Nami) in večina živi v severozahodnih regijah Namibije, pogosto pa jih najdemo tudi drugod po državi. Ni znana kulturna povezava z drugimi plemeni v Afriki.  O njihovem izvoru vemo zelo malo. Damari so bili verjetno jugozahodni afriški lovci in nabiralci, sicer Tjimbi, Kvisi in Kvadi, ki so sprejeli kojkojščino priseljencev ljudstva Nami. 
V svojem jeziku se imenujejo Daman (-n je množinska končnica). Ime Damaqua izhaja iz dodane končnice -qua/khwa, kar pomeni ljudje. 
Pred letom 1870 so bili Damari lovci nabiralci, zasedali so večino osrednje Namibije, pasli so ovce in govedo, bili pa so tudi kmetovalci in gojili buče, koruzo, tobak. Znani so bili tudi kot kovači bakra in po sposobnostih za pripravo bakra za izdelavo okraskov, nakita, nožev in konic za kopja iz železa. Tako kot Sani so verjeli v skupno lastnino zemljišč, kar pomeni, da nobeno zemljišče ni bilo last posameznika, ampak ga je Bog namenil vsem. To je bil razlog, da so številni razseljeni Nami in Hereri začeli zasedati to območje, ko so iskali boljšo pašo. Damari so počasi postali njihova delovna sila. 
Leta 1960 je južnoafriška vlada prisilila Damare, da so živeli v bantustanu v Damaralandu, ki je bilo območje revnih tal in neenakomernih padavin. Približno polovica še vedno živi tam.

## Mitologija
Vrhovno božanstvo Damarov (ǂNūkhoen) je ǁGamab, imenovan tudi ǁGammāb (oskrbovalec z vodo), ǁGauna (San), ǁGaunab (Kojkoj) in Haukhoin (kojkojsko tujci) pri Kojkojih. Živi visoko na nebu, celo nad nebom zvezd. ǁGamab, od ǁgam – voda in mā, vodo daje višavje, kar je povezano z oblaki, gromom, strelo in vodo. Zagotavlja letno obnavljanje narave z letnimi časi  in skrbi za divjad v veldih (!garob) in Damaranu. Ena  njegovih glavnih odgovornosti je rast pridelkov. ǁGamab je tudi bog smrti, usmerja usodo človeštva. Iz svojega bivališča na nebu strelja puščice na ljudi in tisti, ki ga zadene, zboli in umre. Po smrti gredo duše umrlih v vas ǁGamab na nebu nad zvezdami in se zberejo okrog njega ob obrednem ognju. Za nagrado jim ponudi pijačo. Njegovo nasprotje je zlo ǁGaunab.

## Zgodovina
Od nekdaj, že pred selitvijo Namov iz Južne Afrike v današnjo Namibijo in še pred prihodom bantujskih skupin iz severne in vzhodne Afrike v današnjo Namibijo, so v tem jugozahodnem delu Afrike živeli Damari.
Po pisnih virih o zgodovini Damarov, ki sega do voditeljev Damarov že v 14. stoletje (1390), podprtih z arheološkimi in etnološkimi dokazi teh seznamov, so bili Damari ob Sanih prvi prebivalci na območju današnje Namibije. Ustno izročilo pravi, da so Damari prišli v Namibijo iz ǁKhausa (ekvatorialnega deževnega gozda) skozi !Āǂkhib pred stoletji.
Najprej so se naselili med rekama Kunene (Huriǂnaub) in Okavango (!Gûǁōb), na ozemlje, ki se je stoletja po tem imenovalo Ovamboland (|Nawe!hūb). Damari so se preselili na jug in so mirno živeli kot skupina na območju v okolici gorovja Brandberg (Dâureb), pogorja Paresis, Waterberga (!Hōb), pogorja Omatako in Otavi ter pogorja Erongo (!Oeǂgâb). V ustnih in pisnih zgodovinskih zapisih še piše, da so jih domnevno leta 1600 napadli vsiljivci pod vodstvom nekega Mukumbija (Mûtsixubi) in se spopadli z njimi.
Damari so bili zaradi te bitke razpršeni v manjše skupine. Kralj Damarov Gaob |Narimab je umrl zaradi poškodb v bitki. Damari so se kot razpršene skupine potem naselili po vsej državi, na območjih, na katerih je bilo dovolj vode in hribov za zatočišča.
Tisti, ki so ostali od skupine, ki jo je vodil Gaob |Narimab, so se premikali proti vzhodu in se naselili v |Gowasu, znanem tudi kot |Ūmâs (puščava Kalahari), ki je pozneje dobil ime |Gowanîn (Damari v Kalahariju – Sand Kaffers pod imperialističnimi Nemci). Druga skupina je pobegnila v gorati osrednji del Namibije in našla zatočišče na |Khomasu (visoki planoti Khomas), v gorah !Aoǁaexas, ǂĒros in |Au-Aa, postali so znani kot |Khomanin (Damari iz gora |Khomas), pozneje kot gorski Damari.
Skupina, ki je ostala v pogorju Erongo (!Oeǂgâb) in okoli njega, se je naselila v bližini današnje Okombahe (|Âǂgmmes) in dobila ime !Oeǂgân (Damari iz pogorja Erongo).
Tam sta bili tudi drugi dve skupini, ki sta se preselili dolvodno ob rekah Swakop (Tsoaxub) in Kuiseb (!Khuiseb), in sicer Tsoaxudamani in !Khuisedamani.
Druga skupina, |Gaiodaman, se je preselila na območje Omaruruja (!Khuidiǁgams) in pogorja Paresis (Parase!homgu) ter se nato preselila nazaj na območje zahodno od Waterberga (!Hob). Med vojno z nemškimi kolonialnimi silami leta 1904 so nekateri pobegnili iz Ovaherera v Bocvano (Piri!hūb), nekateri pa so se naselili v |Ūgowasu v bližini gora Waterberg.
Glavna skupina Damarov je pobegnila proti jugu, proti reki Oranje (!Garib) in se naselila na tem območju ter ustoličila Gaob!a Gariseba kot svojega voditelja. Ta skupina se je preselila nazaj proti severu okoli leta 1670 in se naselila na ǂKhanubes, od koder so se preselili in razdelili na dva dela, od katerih je eden v bližini Tsumeba (ǂAixorobes) in drugi pod vodstvom Gaoba |Narirabae |!Haigomab Gaus, jugovzhodno od Otjituua. Slednja skupina se je razdelila še v štiri klane.
Preostanek klanov ni posledica razdelitve že omenjenih klanov. Ljudstvo Damarov danes sestavlja 33 klanov. Ločena skupina je bila ustanovljena leta 1970, ko so bili Damari, ki so živeli v Riemvasmaaku v Južni Afriki, v bantustanu Damara, izgnani, da bi naredili prostor za vojaške objekte v Khorixasu. Ta skupina je postala znana kot Riemvasmaak. Imeli so zemljišča, ki jih je damarski kralj Justus ǁGaroëb naselil. Ko je leta 1994 z neodvisnostjo Južne Afrike dovolil vračanje zemljišč družinam in skupnosti, so se nekateri vrnili, preostala skupina pa je ustanovila svojo oblast. Borijo se, da bi jih namibijska vlada priznala kot poseben damarski klan. 
Damari živijo v slabih razmerah, ukvarjajo se s kmetovanjem in živinorejo ali so rudarji v tako imenovanem bakrenem trikotniku.

## Kralji
- Gaob ǁAruseb (1640–1700) – ǂKhanubes (Okanjande) v bližini !Hob (Waterberg)
- Gaob |Narimab (1665–1715) – Gamaǂhiras (Otjibamba)
- Jacob !Gariseb (1685–1710) – Gowanus (blizu Waterberga) in ǂKhanubes (Okanjande)
- Gaob |Nawabeb (1740–1790) – ǂKhanubes (Okanjande)
- Gaob Xamseb (1790–1812) – |Aeǁgams (Windhoek)
- Kai Gaob !Gausib ǁGuruseb (1790–1812) – ǂGans (Gamsberg)
- Gaob Abraham ǁGuruseb (1812–1865) – ǂGans (Gamsberg) in (1866–1880) – |Âǂgommes (Okombahe)
- Gaob Cornelius Goreseb (1880–1910) – |Âǂgommes (Okombahe)
- Gaob Juda Goreseb (1910–1953)
- Gaob David Goreseb (1953–1977)

+ Gaob Justus |Uruhe ǁGaroëb (1977–danes

## Kultura
Damari so razdeljeni na klane, vsak ima voditelja, na čelu vseh Damarov je kralj Justus ǁGaroëb. Princ |Hai-hab, voditelj Ksamsebov, in ǁGuruseb sta med najbogatejšimi in najvplivnejšimi voditelji.
Damarski moški niso obrezani, vendar pa skupine fantov dočakajo moškost s posebnim lovskim obredom. Ponovijo ga dvakrat, za najstnike in odrasle moške, sprožijo ga plemenski starešine.
Njihove tradicionalne barve oblačil so zelena, bela in modra. Zelena in modra opredeljujeta različne podskupine. Nekatere ženske nosijo belo in modro ali belo in zeleno, bela pomeni mir in enotnost med vsemi Damari.
Damarske ženske nosijo do gležnjev dolge obleke z visoko zaprtim vratom. Zgledovale so se pri misijonarskih ženah v viktorijanskem obdobju, nosijo !khaib (pokrivalo iz blaga), redkeje s !khen (šal) in karan (biserne ogrlice). Tak slog oblačenja so sprejele tudi hererske ženske, le s podolgovatimi pokrivali.
Ženske skrbijo za gospodinjska opravila, kot so kuhanje, čiščenje in vrtnarjenje. Njihova glavna naloga je molža krav in vzgoja otrok. Moški lovijo in pasejo črede živine, zapuščajo vas že ob sončnem vzhodu ter nadzorujejo ozemlje, da bi zaščitili svojo živino. Moški so lahko zelo napadalni do vsiljivcev, če niso prej obveščeni o drugih moških na pašni površini.
Strah pred smrtjo in kult zdravilstva sta zelo pomembna. Tradicionalno se ženski in moški priimek razlikujeta. Moški priimek se vedno konča z b, ženski s s, na primer Hage Geingob je mož, medtem ko je njegova žena Geingos.
Čeprav veliko Damarov živi na podeželskih kmetijah, večina živi v majhnih mestih, raztresenih po vsej regiji Erongo ali v glavnem mestu Namibije, Windhoeku. Tisti, ki še vedno živijo na kmetijah, pogosto živijo v razširjenih družinskih skupinah do sto oseb v majhnih vaseh družinskih članov.
Damari imajo govedo in ovce. Nekateri voditelji imajo do 8000 glav rogate govedi.

## Pomembni Damari
- Jackson Kaujeua (* 3. julij 1953 v ǃHuns pri Keetmanshoopu; umrl 27. maja 2010 v Windhoeku) je bil namibijski glasbenik, skladatelj in pevec gospelov. 18 let je živel v političnem izgnanstvu in se je z glasbo boril za neodvisnost Namibije in enakopravnost ljudi. Z uspešnicami, kot sta Winds of Change in !Gnubu! Nubus, si je Kaujeua pridobil mednarodno pozornost in bil tudi glavni namibijski borec za svobodo;
- Frank Fredericks (tudi Frankie Fredericks; rodil se je 2. oktobra 1967 v Windhoeku, v Jugozahodni Afriki, zdaj Namibija) in je nekdanji namibijski atlet, ki je osvojil prve in edine olimpijske medalje za svojo domovino v teku na 100 in 200 m;
- Collin Benjamin (rojen 3. avgusta 1978 v Windhoeku) je nekdanji namibijski nogometaš in sedanji trener. Bil je vsestranski igralec, branilec,  skrbel je za obrambo ali desno krilo. V namibijski reprezentanci je bil kapetan, pogosto je igral kot napadalec.

## Drugi pomeni
Po Damarih so imenovane nagubane gore, ki so se pojavile pred 650–500 milijoni let, ki jih je povzročil trk kratona Kongo in kratona Kalahari. Na tej točki je bila stopnja že obstoječih morskih sedimentov (Damarameer) sklenjena. Morske usedline, ki so bile ob trčenju potisnjene na površino, so zdaj v glavnem odstranjene. Danes so se v mnogih krajih, zlasti v Namibiji, pojavile ogolele granitne skale (damarski granit) kot podzemni magmatski vdor v izboklino.
Po etnični skupini se imenujejo med drugim ime ptica Sterna balaenarum (damarska čigra), vrsta antilope damarski dikdik (Madoqua kirki) in Damaraland (nekdanji rezervat v vzhodni Afriki).